# Нихар
Нихар (на испански: Níjar) е населено място и община в Испания. Намира се в провинция Алмерия, в състава на автономната област Андалусия. Общината влиза в състава на района (комарка) Голяма Алмерия. Заема площ от 601 km². Населението му е 28 242 души (по данни от 2010 г.). Разстоянието до административния център на провинцията е 32 km.

## Демография
| 1996   | 1998   | 1999   | 2000   | 2001   | 2002   | 2003   | 2004   | 2005   | 2006   |
| ------ | ------ | ------ | ------ | ------ | ------ | ------ | ------ | ------ | ------ |
| 15 017 | 15 406 | 16 083 | 16 269 | 18 371 | 19 332 | 20 810 | 21 306 | 24 435 | 26 070 |